# 王逸伦

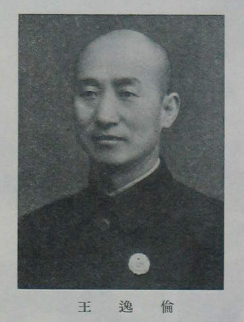
王逸伦

王逸伦（1904年—1986年6月2日），原名王超臣，内蒙古自治區赤峰市翁牛特旗人，中华人民共和国政治人物。

## 生平
王逸伦于1927年毕业于赤峰县立初等中学（赤峰二中前身）1932年加入中国共产党，同年任中共内蒙古特委委员。1933年他回到赤峰，次年出任中共临河县委书记。1935年赴莫斯科东方大学学习。1938年回国后，曾在延安中国女子大学任教。1939年起，历任中共冀南区委工农委员会书记、中共冀热辽分局热北地委书记兼军分区政委、中共冀热辽分局热辽区委秘书长等职。1947年参与筹建内蒙古自治区人民政府，并任自治区财政经济委员会主任，内蒙古共产党工委委员。1949年当选中国人民政治协商会议第一届全体会议代表。
中华人民共和国成立后，王逸伦先后担任中共内蒙古分局委员、中共内蒙古东部区委员会副书记、中共蒙绥分局常委、内蒙古自治区人民委员会副主席、中共内蒙古自治区委书记处书记等。1964年当选第三届全国人大代表。文化大革命期间他遭受迫害，被关押审查，1976年获释。文革结束后，他于1978年当选第五届全国政协常委。之后他又历任内蒙古自治区革委会副主任、中共内蒙古自治区党委副书记、纪委第一书记，自治区人大常委会副主任等职。1986年在呼和浩特去世。